# Little 15
„Little 15“ je píseň britské elektronické hudební skupiny Depeche Mode z jejího šestého studiového alba Music for the Masses. Píseň vyšla 16. května 1988 jako čtvrtý a poslední singl z alba.

## Seznam skladeb
1. „Little 15“ – 4:15
2. „Stjärna“ – 4:28
3. „Sonata No. 14 in C#m (Moonlight Sonata)“ – 5:37